# 伏木海陸運送
伏木海陸運送株式会社（ふしきかいりくうんそう、英: FUSHIKI KAIRIKU UNSO CO.,LTD.）は、富山県高岡市に本社を置く総合物流企業。国際拠点港湾である伏木港・富山新港にて主に紙製品やコンテナ港湾作業を行っており、日本・ロシアへの定期船なども運航する。客船クルーズも取り扱っている。

## 沿革
- 1944年3月31日 - 伏木港湾運送と日本通運伏木支店の合併により伏木海陸運送株式会社が設立。当時の資本金は400万円[4]。本店は高岡市伏木古国府93番地、分室を伏木湊町16番地に設けた。同年8月、本店を分室に近い伏木湊町43番地に移転した[5]。
- 1963年7月17日 - 東京証券取引所2部上場（同年7月13日に745号で承認されていた）[6]。
- 1976年
  - 4月1日 - 現社屋着工[7]。
  - 10月31日 - 現社屋（鉄骨構造5階建て塔屋1階建て、敷地面積919 m2、建築総面積2518.95 m2、佐藤工業設計・施工）竣工[7]。
- 1980年9月 - 橘康太郎が代表取締役社長に就任[8]。
- 1986年5月 - ドイツのデュッセルドルフ駐在事務所開設[9]。1990年7月1日付で現地法人化[10]。
- 1995年9月 - 橘慶一郎が代表取締役社長に就任。
- 2004年4月1日 - 林秀治が代表取締役社長に就任。
- 2007年
  - 3月30日 - 子会社の日本海インベストメントを解散[11]。
  - 9月26日 - 田中清夫が代表取締役社長に就任。

## 連結子会社
- 伏木貨物自動車
- 北陸日本海油送
- FKKエンジニアリング
- FKKツアーズ
- 高岡鉄道産業
- チューゲキ

他

## スポーツ
- 伏木海陸運送硬式野球部
- 伏木海陸運送軟式野球部
- 伏木海陸運送相撲部